# Campaneta de mar
La campaneta de mar, Calystegia soldanella, és una espècie de planta herbàcia dins la família Convolvulaceae, rampant, amb fulles força carnoses i grans flors solitàries.

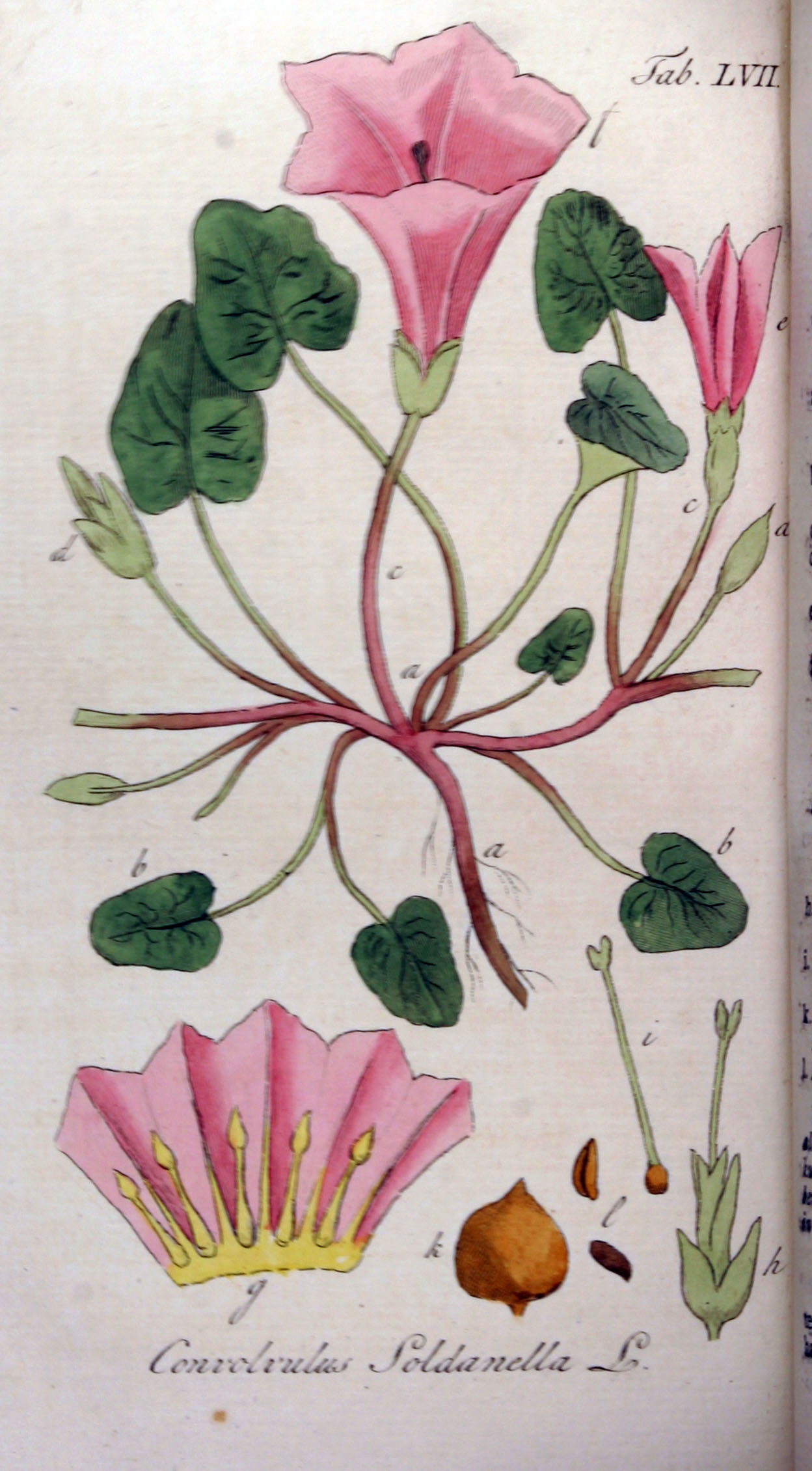
Calystegia soldanella

## Descripció
Té un període de floració que va des de maig a octubre. El seu hàbitat i distribució és sobretot a les dunes i sorres costaneres marítimes de l'orient d'Amèrica del Nord, Àsia i Europa, incloent-hi els Països Catalans.

## Propietats
Indicacions: és antiescorbútic, vulnerari, cicatritzant, vermífug, diürètic, febrífug, laxant.

## Sinònims
- Calystegia reniformis R.Br. [1810]
- Latrienda soldanella (L.) Raf. [1838]
- Convolvulus soldanella L. [1753]
- Convolvulus maritimus Lam. [1779]
- Convolvulus asarifolius Salisb. [1796]
- Calystegia asarifolia Gray[2]